# Campionati italiani di sci alpino 1982
Ai Campionati italiani di sci alpino 1982 furono assegnati i titoli di discesa libera, slalom gigante, slalom speciale e combinata, sia maschili sia femminili.

## Risultati

### Uomini

#### Discesa libera
| Pos. | Atleta              | Nazione |
| ---- | ------------------- | ------- |
| 1    | Danilo Sbardellotto | Italia  |
| 2    | Klaus Happacher     | Italia  |
| 3    | Michael Mair        | Italia  |

#### Slalom gigante
| Pos. | Atleta        | Nazione |
| ---- | ------------- | ------- |
| 1    | Alex Giorgi   | Italia  |
| 2    | Bruno Nöckler | Italia  |
| 3    | Ivano Edalini | Italia  |

#### Slalom speciale
| Pos. | Atleta        | Nazione |
| ---- | ------------- | ------- |
| 1    | Piero Gros    | Italia  |
| 2    | Ivano Edalini | Italia  |
| 3    | Marco Tonazzi | Italia  |

#### Combinata
| Pos. | Atleta            | Nazione |
| ---- | ----------------- | ------- |
| 1    | Loris Donei       | Italia  |
| 2    | Richard Pramotton | Italia  |
| 3    | Bruno Castlunger  | Italia  |

### Donne

#### Discesa libera
| Pos. | Atleta              | Nazione |
| ---- | ------------------- | ------- |
| 1    | Linda Rocchetti     | Italia  |
| 2    | Alessandra Batacchi | Italia  |
| 3    | Paoletta Magoni     | Italia  |

#### Slalom gigante
| Pos. | Atleta            | Nazione |
| ---- | ----------------- | ------- |
| 1    | Daniela Zini      | Italia  |
| 2    | Maria Rosa Quario | Italia  |
| 3    | Paola Marciandi   | Italia  |

#### Slalom speciale
| Pos. | Atleta          | Nazione |
| ---- | --------------- | ------- |
| 1    | Daniela Zini    | Italia  |
| 2    | Paoletta Magoni | Italia  |
| 3    | Piera Macchi    | Italia  |

#### Combinata
| Pos. | Atleta          | Nazione |
| ---- | --------------- | ------- |
| 1    | Daniela Zini    | Italia  |
| 2    | Linda Rocchetti | Italia  |
| 3    | Paoletta Magoni | Italia  |